# الفرقة الجبلية الرابعة (الفيرماخت)
الفرقة الجبلية الرابعة ( (بالألمانية: 4. Gebirgs Division) شكلت في أكتوبر 1940. شاركت في حملة البلقان عام 1941 ثم انضمت إلى مجموعة الجيوش الجنوبية في عملية بربروسا. في عام 1942 شاركت في المحاولة الفاشلة للاستيلاء على القوقاز في عملية Edelweiss تحت مجموعة الجيوش أ. بعد فشل العملية، تم دفع الفرقة مرة أخرى إلى جسر كوبان في شبه جزيرة القرم، وغرب أوكرانيا، والمجر، وسلوفاكيا، والاستسلام للقوات السوفيتية بالقرب من أولوموك التشيكية عندما انتهت الحرب في مايو 1945.

## القادة
- جينيرال لوتنانت كارل إغليسر ، 23 أكتوبر 1940 - 1 أكتوبر 1941
- أوبرست كارل وينترجيرست ، 1 أكتوبر 1941 - نوفمبر 1941
- جينيرال لوتنانت Karl Eglseer ، نوفمبر 1941 - 22 أكتوبر 1942
- جينيرال لوتنانت هيرمان كريس ، 23 أكتوبر 1942 - 12 أغسطس 1943
- جينيرال لوتنانت Julius Braun ، 13 أغسطس 1943 - 6 يونيو 1944
- أوبرست كارل جانك ، 6 يونيو 1944 - 1 يوليو 1944
- جينيرال لوتنانت Friedrich Breith ، 1 يوليو 1944 - 23 فبراير 1945
- أوبرست روبرت بدر ، 23 فبراير 1945 - 6 أبريل 1945
- جينيرال لوتنانت Friedrich Breith ، 6 أبريل 1945 - 8 مايو 1945